# Banquet des officiers du corps des archers de Saint-Adrien
 (avril 2017).
Si vous disposez d'ouvrages ou d'articles de référence ou si vous connaissez des sites web de qualité traitant du thème abordé ici, merci de compléter l'article en donnant les références utiles à sa vérifiabilité et en les liant à la section « Notes et références ».
Le Banquet des officiers du corps des archers de Saint-Adrien est une peinture à l'huile réalisée par Frans Hals en 1627. C'est un schuttersstuk (portrait de groupe de milice, ou schutterij) représentant la garde civile Saint-Adrien de Haarlem. C'est l'un des tableaux les plus prisés du musée Frans Hals.

## Contexte
À l'époque où Hals a réalisé la peinture, Haarlem avait trois gardes civiles divisées en rot-masters. Les officiers étaient sélectionnés par le conseil de Haarlem pour un service de trois ans, et le groupe ici représenté venait de finir le leur et célébrait ainsi la fin de leur fonction avec ce portrait. L'homme qui porte une écharpe orange assis sur la table à gauche et regardant Adriaen Matham est Willem Claesz Vooght (en), le chef du groupe.

## Description
Contrairement aux autres schuttersstuk  (portrait de groupe de milice, ou schutterij) où les écharpes sont de la couleur du « rot »[Quoi ?] ou du district de la garde civile, dans cette peinture, tous les officiers portent les couleurs du drapeau néerlandais — le Drapeau du prince, orange, blanc et bleu. Cependant, on peut voir de petites différences dans les porteurs de drapeaux : Adriaen Matham à gauche porte un chapeau en cuir bleu et porte principalement du bleu sur son écharpe ; à sa gauche l'enseigne Loth Schout (en) porte une veste blanche ; à droite près de la fenêtre, l'enseigne Pieter Ramp (en) porte une veste avec de très belles manches coupées et un brocart orange et une partie du chapeau est orange.
Les hommes figurant dans le tableau sont, de gauche à droite : l'enseigne Adriaen Matham, l'enseigne Loth Schout (en), le colonel Willem Claesz Vooght (en), le « Fiscaal » Johan Damius (en), le capitaine Johan Schatter (en) (assis devant), le capitaine Gilles de Wildt (assis derrière, un couteau à la main), le serviteur Willem Ruychaver (derrière le précédent, portant un pichet), le capitaine Willem Warmont (en) (assis devant), l'enseigne Pieter Ramp (en), le lieutenant Outgert Ariss Akersloot (offrant un plat à Damius), le lieutenant Claes van Napels (avec la plume blanche) et le lieutenant Matthys Haeswindius (assis au pied de la table).
Le chien en bas à gauche de la composition est le seul chien que Hals a représenté dans tout son œuvre graphique. C'est un lévrier (en néerlandais : hazewind, ce qui semble vouloir dire qu'il fait référence à la relation entre le porte-drapeau Adriaen Matham et son lieutenant Haeswindius, assis à droite.

## St. Adriansdoelen

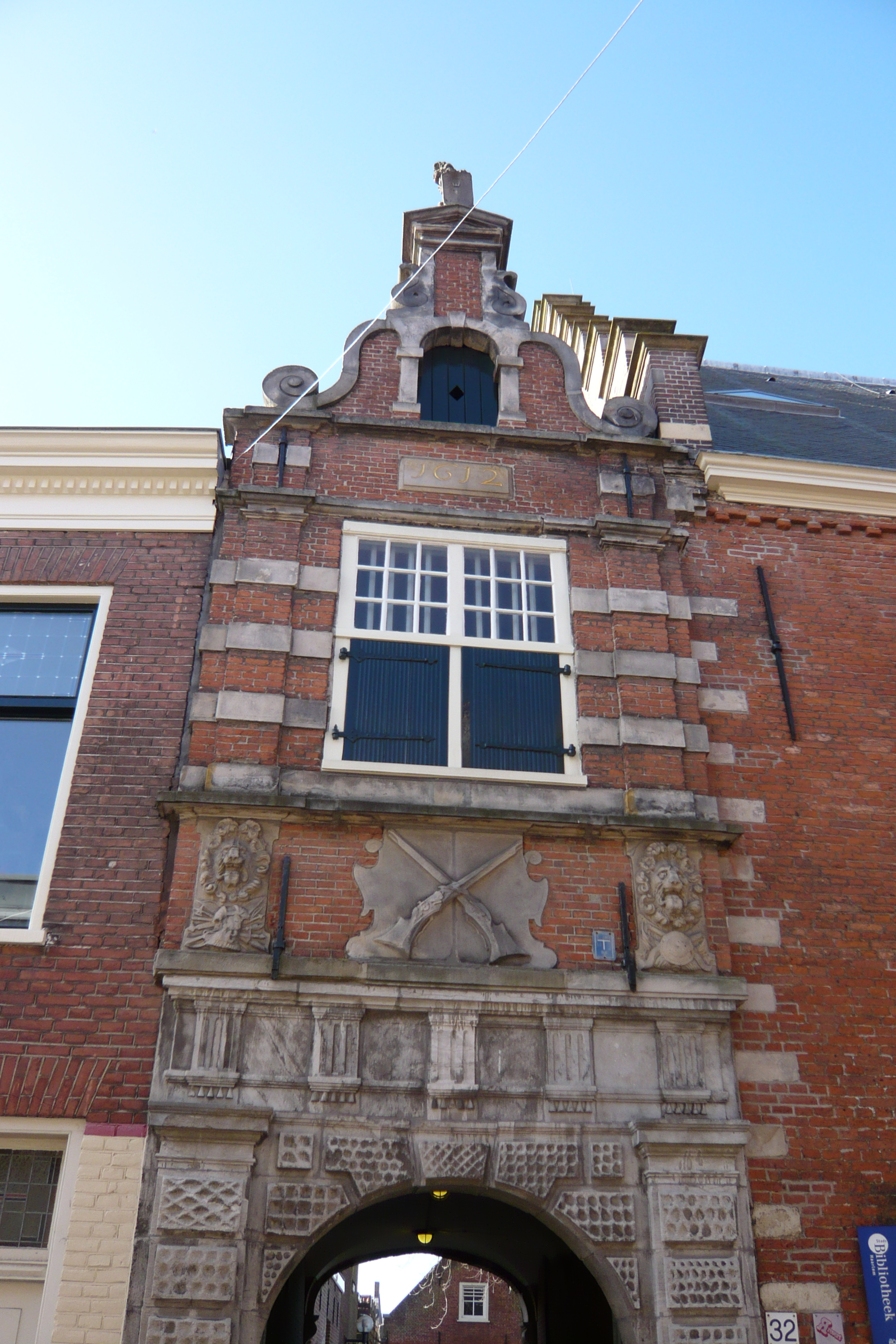
Vue de la porte du Doelen : la clé de voûte montre les armes représentant les milices.

Le tableau était autrefois accrochée avec d'autres peintures dans le bâtiment de l'ancien Doelen, aujourd'hui connu comme la bibliothèque publique de Haarlem. Les peintures de Frans Hals et d'autres étaient exposées dans l'entrée principale de l'édifice dans la Gasthuisstraat.
Aujourd'hui salle de lecture, la salle a été utilisée pendant des années comme gymnase, et certains des autres schutterstukken ont été endommagés par ses pratiquants. Tous ces tableaux ont été transférés au musée Frans Hals, où ils sont actuellement toujours conservés.